# Marmellata
La marmellata è la mescolanza, portata a una consistenza gelificata appropriata attraverso la cottura, di acqua, zucchero e agrumi. L'agrume, a norma di legge, deve essere fresco, integro e sano, al giusto punto di maturazione ben pulito e spuntato. L'addensamento del composto ottenuto si ha durante il raffreddamento, ad effetto della azione della pectina. La precisazione di cosa s'intenda con marmellata sotto l'aspetto giuridico è avvenuta con una direttiva del 1982, emendatata nel 1992 e sostituita nel 2004.

## Etimologia
Marmellata viene dal portoghese marmeleiro, "cotogno", una forma dissimilata del latino melimēla, ("mela dolce"), a sua volta dal greco antico: μελίμηλον?, melímēlon ("melo innestato nel cotogno").

## Marmellata secondo la legge vigente
La legge in vigore dal 2004 stabilisce una definizione precisa per cinque prodotti distinti: confettura (extra o no); gelatina (extra o no), marmellata, marmellata gelatina, crema di marroni.
La marmellata, oltre all'acqua e allo zucchero, contiene polpa (la parte commestibile del frutto intero, sbucciato e privato dei semi, schiacciata ma non spappolata),  purea (la parte commestibile setacciata e ridotta in poltiglia), succo, estratti acquosi (liquido dell'agrume che contiene i costituenti solubili in acqua) e scorze di agrumi. La quantità di agrumi che serve per un kg di prodotto deve essere non inferiore a 200 g, di cui almeno 75 g provenienti dall'endocarpo.
La marmellata gelatina si distingue dalla marmellata per l'assenza di sostanze insolubili; sono ammesse soltanto esigue quantità di scorze di agrumi tagliate finemente.
Si può usare miele invece dello zucchero; inoltre si possono usare oli essenziali di agrumi, oli e grassi commestibili, pectina liquida, sostanze alcoliche, vino, vino liquoroso, noci, nocciole o mandorle, vaniglia e vanillina, erbe aromatiche o spezie.
Secondo la legge vigente, la confettura e la confettura extra possono essere fatte a partire da polpa di una o più specie di frutta mentre la marmellata deve essere fatta a partire da agrumi.

## Italiano corrente
In italiano corrente marmellata spesso sostituisce i termini confettura e confettura extra. Una definizione non ufficiale ma di utilizzo corrente di marmellata è quella di una conserva alimentare ottenuta facendo cuocere e poi raffreddare la polpa macinata di vari frutti o ortaggi insieme allo zucchero, senza che ne risultino pezzi di frutta. Altrove si sostiene il contrario, ovvero che la marmellata si distinguerebbe dalla confettura per la presenza proprio di pezzi di frutta.